# I Fruttini
I Fruttini (Los Fruittis), nota anche come Tutti frutti, è una serie animata prodotta dalla catalana D'Ocon Film nel 1989 e trasmessa su TVE.
Fu una delle primissime serie animate in 2D a essere inchiostrata e colorata in digitale anziché su rodovetri dipinti in maniera tradizionale: per realizzarla lo studiò ideò e brevettò un processo produttivo originale chiamato D'Oc Animation System.

## Trama
La storia narra di una bambina chiamata Kumba che viene aiutata da strani esseri simili a frutti antropomorfi nel suo tentativo di ritrovare i genitori. Successivamente i Fruttini decidono di abbandonare il luogo dove sono cresciuti per cercare uno più tranquillo.

## Personaggi
- Roly: una bizzarra ananas antropomorfa che veste un cappellino di paglia. Roly è il sapientone del gruppo, anche se molte volte combina guai dov'egli stesso finisce per primo.

- Pak: il membro intelligente del gruppo. Una banana che gira con uno zaino capace di contenere molte cose che aiutano i Fruttini nelle loro avventure.

- Spinotto: un cactus di origine messicana dall'aria innocente e spaesata. Sa di essere dotato di un'arma naturale, ovvero le sue spine, che molte volte usa contro i nemici. Chi si becca sempre una puntura a causa della sua ingenuità è Roly.

- Kumba: una bambina samai di pelle bianca, porta due codini ai lati della testa ed è vestita con pezzi di tela verde. Viene salvata dai Fruttini da due tigri e viene portata al villaggio come una di loro. Nel terzo episodio si rivelano le sue origini: era figlia di due archeologi ed esploratori e viaggiava assieme a loro e al fratello maggiore Lucas per il mondo. Un giorno lei e il fratello caddero in una cascata e vennero separati dai genitori. Lucas andò a cercarli, ma non tornò più. La bimba fu trovata dalla tribù dei Samai, che la chiamò col suo attuale nome.

- Monkus: uno scimpanzé malvagio che inventa trappole mortali per i fruttini. È affiancato da un gorilla che gli fa da aiutante.

- I cinghiali: sono una coppia di cinghiali pasticcioni che cercano sempre di preparare trappole ai danni dei Fruttini per poi mangiarseli, ma con scarsi risultati.

## Episodi
| Nº | Titolo originale                   | Titolo italiano      | Prima TV Spagna   | Prima TV Italia |
| -- | ---------------------------------- | -------------------- | ----------------- | --------------- |
| 1  | El volcán de los Fruittis          |                      | 30 settembre 1990 | dicembre 1990   |
| 2  | El enigma de los gigantes          |                      | 7 ottobre 1990    |                 |
| 3  | La botella flotante                |                      | 14 ottobre 1990   |                 |
| 4  | El pantano de las tortugas         |                      | 21 ottobre 1990   |                 |
| 5  | La rebelión de las flores          |                      | 28 ottobre 1990   |                 |
| 6  | Viaje a Canadá                     |                      | 4 novembre 1990   |                 |
| 7  | La montaña del terror              |                      | 11 novembre 1990  |                 |
| 8  | Fiebre de primavera                |                      | 18 novembre 1990  |                 |
| 9  | Viaje a la China                   |                      | 25 novembre 1990  |                 |
| 10 | La antorcha Olímpica               |                      | 2 dicembre 1990   |                 |
| 11 | Los Fruittis en América            |                      | 9 dicembre 1990   |                 |
| 12 | El lobito                          |                      | 16 dicembre 1990  |                 |
| 13 | El cardo bromista                  |                      | 23 dicembre 1990  |                 |
| 14 | Los aventureros del aire           |                      | 30 dicembre 1990  |                 |
| 15 | Viaje a México                     |                      | 6 gennaio 1991    |                 |
| 16 | El patito listo                    |                      | 13 gennaio 1991   |                 |
| 17 | La lámpara mágica                  |                      | 20 gennaio 1991   |                 |
| 18 | Una noche de miedo                 |                      | 27 gennaio 1991   |                 |
| 19 | La isla de hielo                   |                      | 3 febbraio 1991   |                 |
| 20 | Un Fruitti en París                |                      | 10 febbraio 1991  |                 |
| 21 | Las plumas mágicas                 |                      | 17 febbraio 1991  |                 |
| 22 | Perdidos en el ártico              |                      | 24 febbraio 1991  |                 |
| 23 | Rumbo a Oriente                    |                      | 3 marzo 1991      |                 |
| 24 | El ladrón de París                 |                      | 10 marzo 1991     |                 |
| 25 | El ladrón de flores                |                      | 17 marzo 1991     |                 |
| 26 | La lluvia de la discordia          |                      | 24 marzo 1991     |                 |
| 27 | El fantasma marino                 |                      | 31 marzo 1991     |                 |
| 28 | El concurso de pintura             |                      | 7 aprile 1991     |                 |
| 29 | La Fruitti de Arizona              |                      | 14 aprile 1991    |                 |
| 30 | El canto de las sirenas            |                      | 21 aprile 1991    |                 |
| 31 | La selva en llamas                 |                      | 28 aprile 1991    |                 |
| 32 | El libro de Rigoletto              |                      | 5 maggio 1991     |                 |
| 33 | Un día tranquilo                   |                      | 12 maggio 1991    |                 |
| 34 | El partido de rugby                |                      | 19 maggio 1991    |                 |
| 35 | Los aventureros del mar            |                      | 26 maggio 1991    |                 |
| 36 | Operación rescate                  |                      | 2 giugno 1991     |                 |
| 37 | El jabalí jefe                     |                      | 9 giugno 1991     |                 |
| 38 | En busca de Cardo                  |                      | 16 giugno 1991    |                 |
| 39 | El garbanzo espacial               |                      | 23 giugno 1991    |                 |
| 40 | Viaje al Himalaya                  |                      | 30 giugno 1991    |                 |
| 41 | El mago Malaúva                    |                      | 7 luglio 1991     |                 |
| 42 | La isla flotante                   |                      | 14 luglio 1991    |                 |
| 43 | La montaña de los espíritus        |                      | 21 luglio 1991    |                 |
| 44 | Una extraña sequía                 |                      | 28 luglio 1991    |                 |
| 45 | La gran pirámide                   |                      | 4 agosto 1991     |                 |
| 46 | La selva en peligro                | Il bosco in pericolo | 11 agosto 1991    |                 |
| 47 | Vacaciones en Canarias             |                      | 18 agosto 1991    |                 |
| 48 | El cumpleaños de Pincho            |                      | 25 agosto 1991    |                 |
| 49 | El rey presumido                   |                      | 1 settembre 1991  |                 |
| 50 | La rana encantada                  |                      | 8 settembre 1991  |                 |
| 51 | El desierto de los cactus          |                      | 15 settembre 1991 |                 |
| 52 | Aventura en el Polo                |                      | 22 settembre 1991 |                 |
| 53 | Gazpacho se casa                   |                      | 29 settembre 1991 |                 |
| 54 | El más más que los demás           |                      | 6 ottobre 1991    |                 |
| 55 | Día nocturno                       |                      | 13 ottobre 1991   |                 |
| 56 | Los árboles parlantes              |                      | 20 ottobre 1991   |                 |
| 57 | De Polo a Polo                     |                      | 27 ottobre 1991   |                 |
| 58 | Empacho de deseos                  |                      | 3 novembre 1991   |                 |
| 59 | Expedición peligro                 |                      | 10 novembre 1991  |                 |
| 60 | Mensaje de alegría                 |                      | 17 novembre 1991  |                 |
| 61 | El mundo al revés                  |                      | 24 novembre 1991  |                 |
| 62 | Las fábulas de Gazpacho            |                      | 1 dicembre 1991   |                 |
| 63 | Flores inodoras                    |                      | 8 dicembre 1991   |                 |
| 64 | Gazpacho alcalde                   |                      | 15 dicembre 1991  |                 |
| 65 | ¡Al agua, fruittis!                |                      | 22 dicembre 1991  |                 |
| 66 | ¿Todos los caminos llevan a París? |                      | 29 dicembre 1991  |                 |
| 67 | El cumpleaños de Gazpacho          |                      | 5 gennaio 1992    |                 |
| 68 | La inspiración de Pinchurrito      |                      | 12 gennaio 1992   |                 |
| 69 | Cada uno por su lado               |                      | 19 gennaio 1992   |                 |
| 70 | Ola de calor                       |                      | 26 gennaio 1992   |                 |
| 71 | Una excursión de verano            |                      | 2 febbraio 1992   |                 |
| 72 | Monsieur Gazpacheau                |                      | 9 febbraio 1992   |                 |
| 73 | Juegos fruittolímpicos             |                      | 16 febbraio 1992  |                 |
| 74 | Mundo subterráneo                  |                      | 23 febbraio 1992  |                 |
| 75 | Incendios de verano                |                      | 1 marzo 1992      |                 |
| 76 | Cinco semanas y pico en globo      |                      | 8 marzo 1992      |                 |
| 77 | La máquina del tiempo              |                      | 15 marzo 1992     |                 |
| 78 | Una aventura de los Fruittis       |                      | 22 marzo 1992     |                 |
| 79 | La tierra de las maravillas        |                      | 29 marzo 1992     |                 |
| 80 | La isla del pirata                 |                      | 5 aprile 1992     |                 |
| 81 | ¿Dónde está el verano?             |                      | 12 aprile 1992    |                 |
| 82 | La nueva vida                      |                      | 19 aprile 1992    |                 |
| 83 | Gazpacho cuida mascotas            |                      | 26 aprile 1992    |                 |
| 84 | Misión: La Tierra                  |                      | 3 maggio 1992     |                 |
| 85 | Remolashyn Monrou                  |                      | 10 maggio 1992    |                 |
| 86 | Peligro en el pantano              |                      | 17 maggio 1992    |                 |
| 87 | Las catacumbas                     |                      | 24 maggio 1992    |                 |
| 88 | Los Fruittis en el país del dragón |                      | 31 maggio 1992    |                 |
| 89 | Señorita Zoo                       |                      | 7 giugno 1992     |                 |
| 90 | Kumba está triste                  |                      | 14 giugno 1992    |                 |
| 91 | Los Fruittis durmientes            |                      | 21 giugno 1992    |                 |